# Plánice
Plánice é uma cidade checa localizada na região de Plzeň, distrito de Klatovy.